# 花园路街道 (重庆市)
花园路街道，是中华人民共和国重庆市南岸区下辖的一个乡镇级行政单位。

## 行政区划
花园路街道下辖以下地区：
南湖社区、骑龙社区、海峡路社区、大石社区、金堰社区、科电社区、明佳园社区、古楼湾社区、花园路社区、金山路社区、丹龙路社区和金鹤社区。